# Panduit
Panduit es un fabricante global de soluciones de infraestructura física con soluciones para sectores de energía, comunicaciones, informática, control y sistemas de seguridad. La empresa tiene una cobertura mundial de más de 4.000 empleados, con el apoyo de más de 120 países. Fundada en 1955, Panduit tiene su sede en Tinley Park, Illinois, Estados Unidos.

## Información corporativa
Panduit opera actualmente once instalaciones de producción (siete en los Estados Unidos, uno en Costa Rica, China, Países Bajos y Singapur), cada una de ellas certificadas en ISO 9000 e ISO 14001, y doce almacenes mundiales.
En junio de 2008, Panduit destinó para su nueva instalación de la sede corporativa de un sitio de 52 acres en Tinley Park. El desarrollo planeado incluye un edificio inicial de 280.000 metros cuadrados y permite una futura ampliación para dar cabida a otros 1.200 empleados. La construcción progresó hasta el 2008, y la ocupación está prevista para 2009.

## Productos y servicios
Panduit ofrece soluciones de infraestructura física para la aplicación en todas las áreas fundamentales como: edificios centro de datos, conectados, automatización de la automatización industrial, y OEM / MRO.
Estas soluciones utilizan las asociaciones estratégicas con líderes de la industria e incorporar productos innovadores de las líneas siguientes:
- Armarios, bastidores, y Gestión de cable
- Accesorios de gestión de cables
- Bridas para cables
- Sistemas de Cobre
- Sistemas de Fibra óptica
- Sistemas de cable a tierra
- Termoretráctil y la protección contra la abrasión
- Identificación y etiquetado
- Las herramientas de instalación
- Bloqueo y etiquetado, la seguridad y los sistemas de seguridad de la red
- Los sistemas de salida
- Gastos generales / enrutamiento de cable bajo el suelo
- Gestión de la infraestructura física
- Conectores de Potencia
- Sistemas de Power over Ethernet
- Bridas de acero inoxidable y permanente de identificación
- Los sistemas de pista de rodadura de superficie
- Terminales
- Los sistemas inalámbricos
- Conducto de cableado
- Área de sistemas de cableado

## Infraestructura Física Unificada UPI
El término "infraestructura física unificada" o "UPI" denota la convergencia de los sistemas de capa física (como la energía, iluminación, datos, voz y seguridad) que hoy se implementan y administran por separado. Las soluciones de Panduit utilizan principios UPI para gestionar el riesgo y la complejidad asociados con la convergencia e integración de sistemas.
Analistas de la industria como Gartner y Frost & Sullivan UPI han validado como un concepto que "altera el modo con que los clientes a migrar desde el silo o basados en arquitecturas propietarias más abierta, sistemas convergentes", y "alienta a más la interacción frecuente entre la TI y las instalaciones de gestión de personal, de modo que el tiempo de actividad de fabricación y los requisitos de flexibilidad puede ser alcanzado."